# Rudolf Zahradník
Rudolf Zahradník (20. října 1928 Bratislava – 31. října 2020) byl český fyzikální chemik, v letech 1993–2001 předseda Akademie věd ČR.

## Život
V roce 1952 vystudoval Vysokou školu chemicko-technologickou v Praze a od roku 1961 byl pracovníkem Ústavu fyzikální chemie a elektrochemie J. Heyrovského. Zabýval se zejména teoretickou kvantovou chemií konkrétněji teorií molekulových orbitalů, teorií chemické reaktivity, slabými mezimolekulovými interakcemi, molekulovou spektroskopií, teorií relativity aj. Stal se autorem více než 300 odborných článků a asi desítky knih.
Dne 24. února 1993 byl zvolen předsedou Akademie věd České republiky a v této funkci působil do roku 2001. Byl zakládajícím členem a v letech 1994 až 1997 předsedou Učené společnosti ČR. V roce 2002 byl zvažován jako jeden z kandidátů pro české prezidentské volby 2003. V říjnu 2002 ale případnou kandidaturu odmítl.

Od dětství byl členem skautského hnutí a obdržel junácký bronzový kříž (1939–1945). V roce 1944 poprvé přišel do Foglarovy Dvojky, jejíž se stal následně členem. Měl skautskou přezdívku Jiskra.
| „                 | Když jsem přišel 17. června do klubovny, první můj pohled padl na neznámého hocha, který stál hned u dveří. Byl to RUDA ZAHRADNÍK, který se doslechl o naší DVOJCE a chtěl by do ní vstoupit. Přišel sám, nikým nepřiveden. Je přijat na tříměsíční zkoušku, zařazen do Modré družiny. Vyžádal si přezdívku JISKRA. | “ |
| — Jaroslav Foglar | |   |

## Obhajoba Akademie věd ČR
Ve funkci předsedy Akademie věd se zasazoval proti snahám o byrokraticko-politická a jednostranně tržní hodnocení vědeckých výsledků, neberoucím v úvahu zásadní rozdíly mezi vědními obory a nesouměřitelnost různých typů badatelských výsledků.
Na Akademickém sněmu roku 2000 shrnul svou sedmiletou aktivitu ve funkci předsedy AV ČR jako „usilování o náležitou pozici vědy a vzdělanosti ve společnosti a úsilí spojené s náležitým legislativním postavením badatelství a vzdělávání“. Současně však konstatoval, že dvě třetiny aktivit v tomto směru byly „zbytečné, iracionální a dílem trapné“, a pokračoval:
| „                  | Mezi nejneuvěřitelnější aktivity patří už po léta potřeba hájit samu existenci Akademie. Ptáte se proč? Proto, že v naší společnosti existují lidé, kteří si přejí zánik Akademie. Ptáte se, kde se berou? Je to jednak ta nevelká skupina lidí tvořící jakousi průmyslovou lobby. Na tom nic nemění to, že naprostá většina průmyslu má k Akademii věd a k základnímu badatelství výrazně pozitivní vztah. Ona lobby si slibuje od eventuálního zániku Akademie věd zisk; zisk, který by posloužil všemu, co lze uložit pod označení průmyslový výzkum. Za druhé se tyto hlasy ozývají z některých částí vysokých škol. V naprosté většině případů nepřísluší tyto hlasy lidem, kteří jsou dobrými učiteli a badateli. I u této skupiny hrají určitou úlohu peníze, ale navíc se zde uplatňují i emoce pramenící z pocitu určité vlastní nedostatečnosti. Navíc tyto lidi láká představa, že se zánikem Akademie věd by zanikla instituce, kterou — pokud není nic lepšího — lze použít pro měření badatelské kvality a produktivity. Nutno říci, že ve většině případů se usilovalo o zánik Akademie v zaobalené formě, totiž požadavkem zániku rozpočtové kapitoly Akademie. | “ |
| — Rudolf Zahradník | |   |

## Ocenění
Během své kariéry získal řadu cen a dalších ocenění, mimo jiné čestné doktoráty na univerzitách v Pardubicích, v Drážďanech, ve Fribourgu a Washingtonu. V roce 1999 mu papež Jan Pavel II. udělil vyznamenání Pro Ecclesia et Pontifice. V roce 2003 obdržel z rukou francouzského premiéra vyznamenání Chevalier dans l'Ordre des Palmes Académiques. Stal se laureátem Ceny Neuron za přínos světové vědě za rok 2013 – chemie.

## Dílo

### Publikace (výběr)

#### autor
- ZAHRADNÍK, Rudolf. Za vládu rozumu. Praha: Academia, 2002. 194 s. ISBN 80-200-0942-6.
- ZAHRADNÍK, Rudolf. Laboratorní deník. Praha: Academia, 2008. 484 s. ISBN 978-80-200-1632-4.

#### spoluautor
- POLÁK, Rudolf; ZAHRADNÍK, Rudolf. Obecná chemie: stručný úvod. Praha: Academia, 2000. 224 s. ISBN 80-200-0794-6.

#### rozhovory
- JAKLOVÁ, Lenka; ZAHRADNÍK, Rudolf. Myšlení jako vášeň. Praha: Academia, 1998. 179 s. ISBN 80-200-0716-4.